# A Wrinkle in Time (película de 2003)
A Wrinkle in Time (titulada Una grieta en el tiempo en España) es una película para televisión canadiense de 2003 basada en el libro de fantasía de Madeleine L'Engle, A Wrinkle in Time. Está protagonizada por Katie Stuart, Gregory Smith, David Dorfman, Chris Potter, Sarah-Jane Redmond, Munro Chambers y Thomas Chambers. La película se estrenó el 24 de abril de 2003 en Canadá y el 10 de mayo de 2004 en Estados Unidos, en la cadena de televisión ABC.

## Sinopsis
Meg (Katie Stuart), de 14 años, y Charles Wallace (David Dorfman), de 8 años, son ayudados por Calvin (Gregory Smith), de 16 años, y tres mujeres interesantes, Mrs. Which, Mrs. Whatsit y Mrs. Who en la búsqueda de su padre (Chris Potter), que desapareció durante un experimento en el que estaba trabajando para el gobierno. Sus viajes los llevan alrededor del universo a un lugar diferente a cualquier otro. Deben aprender a confiar unos en otros y a comprender que cada uno es diferente.

## Reparto
| Actor              | Personaje             |
| ------------------ | --------------------- |
| Katie Stuart       | Meg Murry             |
| Gregory Smith      | Calvin O’Keefe        |
| David Dorfman      | Charles Wallace Murry |
| Chris Potter       | Dr. Jack Murry        |
| Sarah-Jane Redmond | Dr. Dana Murry        |
| Munro Chambers     | Sandy Murry           |
| Thomas Chambers    | Dennys Murry          |